# Don Giovanni (opera)
Don Giovanni (titolo originale: Il dissoluto punito ossia il Don Giovanni, K 527) è un'opera lirica in due atti di Wolfgang Amadeus Mozart.
È il secondo dei tre drammi giocosi che il compositore austriaco scrisse su libretto di Lorenzo Da Ponte, il quale attinse a numerose fonti letterarie dell'epoca. L'opera segue Le nozze di Figaro (K 492) e precede Così fan tutte (K 588), e venne composta tra il marzo e l'ottobre del 1787, quando Mozart aveva 31 anni.
Commissionata dall'imperatore Giuseppe II, anche in seguito al successo di un'altra opera, il Don Giovanni o sia Il convitato di pietra di Giuseppe Gazzaniga, non andò in scena per la prima volta a Vienna, bensì in quello che oggi si chiama Teatro degli Stati di Praga. Don Giovanni è considerato uno dei massimi capolavori di Mozart, della musica e della cultura occidentale in generale.

## L'opera
Il Don Giovanni è un dramma giocoso diviso in due atti. In realtà, questa dicitura che compare nel sottotitolo originale dell'opera dice abbastanza poco sul carattere di essa: "dramma giocoso" era infatti anche il nome con cui all'epoca venivano definite farse del tutto assurde. Dal punto di vista formale essa è un'opera buffa (così come la chiama Mozart nel suo catalogo), con la presenza di elementi tratti dall'opera seria, come i pezzi scritti per Donna Anna e Don Ottavio.
L'ouverture è composta da tre parti, una è un Andante con moto, che verrà ripetuto nella penultima scena, nel momento in cui la statua del Commendatore entrerà nella casa di Don Giovanni. La seconda parte, invece, è un Allegro di carattere festoso. La prima aria dell'opera è Notte e giorno faticar, cantata da Leporello, seguita poi dall'ingresso di Donna Anna e di Don Giovanni, che interpretano insieme al servo il trio Non sperar se non m'uccidi.
La caratterizzazione psicologica dei personaggi è il vero capolavoro di Mozart e Da Ponte: Don Giovanni, pur essendo nobile, veste quasi il ruolo del tipico basso buffo settecentesco (vocalmente, un baritono o un basso-baritono), quasi a sottolineare l'immoralità del suo comportamento che, per così dire, lo "abbassa" di livello. Leporello (anche lui un basso ai limiti del buffo, la cui estensione va da un "Fa grave" fino al "Mi acuto") è invece un personaggio frequentemente in bilico tra l'ironia, l'insolenza e la sottomissione nei confronti del padron Don Giovanni. Sono presenti figure comiche o dal contorno quasi bucolico (i contadini Masetto e Zerlina) ma c'è tra queste e le figure drammatiche una forte commistione che fa prevalere le seconde, portatrici di forti valori morali ed etici da trasmettere al pubblico. In particolare, in contrasto alle figure semplici ma eticamente forti, all'ascoltatore moderno non può non risultare ridicola la affettata serietà di Don Ottavio (tenore), definito da qualche critico il "fidanzato modello": mentre Masetto per difendere la sua Zerlina è disposto anche a prendersi botte da Don Giovanni (travestito in quell'occasione da Leporello), Don Ottavio per la sua Donna Anna non riesce a reagire se non con un timido «un ricorso vo' far a chi si deve, e in pochi istanti vendicarvi prometto» cosa che in realtà, non farà mai.
Tuttavia, né Mozart, né Da Ponte sicuramente ebbero l'intenzione (almeno esplicita) di mettere in ridicolo Don Ottavio, dando invece al suo ruolo una musica smagliante e un tono magniloquente, da opera seria (ricordiamo a conferma di ciò che il primo Don Ottavio, Antonio Baglioni, fu anche il primo interprete di Tito ne La clemenza di Tito). A questo proposito è da segnalare il magnifico duetto del primo atto (Don Ottavio e Donna Anna), Fuggi, crudele, fuggi, che potrebbe essere il gioiello di un'opera seria, il duetto fra un Cesare e una Cleopatra, o fra un Alessandro e una Candace.
Gli altri due personaggi seri, Donna Anna e Donna Elvira, ricevono pure grande attenzione da Mozart sul piano musicale: Donna Anna in particolare fu interpretata da cantanti di primo livello (Teresa Saporiti alla prima di Praga e addirittura Aloysia Weber Lange, il grande amore giovanile di Mozart, a Vienna). Da segnalare nel ruolo di Donna Anna il magnifico Rondò che chiude le arie solistiche del secondo atto, Non mi dir, bell'idol mio, dove Mozart fa largo uso della coloratura, qui però intesa in senso profondamente drammatico. Se l'immoralità di Don Giovanni tenderebbe a svilire le figure femminili (e principalmente Donna Anna e Donna Elvira), Mozart con la sua musica le trasfigura in eroine.

Leopold Mozart, ritratto

Elvira, dal punto di vista musicale, ha una caratura simile a quella di Donna Anna: l'importanza delle prime interpreti (fra cui Caterina Cavalieri a Vienna) conferma la sostanziale equivalenza al ruolo della compagna di Ottavio. Anche dal punto di vista vocale, Donna Elvira è un soprano come Anna, seppure dall'ottocento in poi sia invalsa la tendenza ad attribuire a Donna Elvira la voce del mezzosoprano. Da segnalare l'aria Ah fuggi il traditor del primo atto, in cui Mozart addirittura ricorre a delle reminiscenze handeliane. Appositamente scritto per la Cavalieri (notissima cantante dell'epoca) è l'aria solistica del secondo atto, Mi tradì quell'alma ingrata, caratterizzata anche questa da un largo uso della coloratura.
Insomma, stilisticamente il Don Giovanni è in bilico fra opera seria e buffa, e allo stesso modo, il tono generale oscilla fra tragedia e commedia, ben giustificando quindi il sottotitolo "dramma giocoso" con cui da Da Ponte sigilla l'intera opera. 
Infatti, arie e recitativi dei due atti sono preceduti in apertura da una sinfonia dalla matrice tutt'altro che allegra, che inizialmente non troverebbe motivo per essere stata scritta con tali toni drammatici, visto ciò che ci si aspetta da una sorta di "commedia", ma che trova con pienezza la sua spiegazione alla fine dell'opera, in cui ricompare e si riesce a cogliere nel susseguirsi dei suoni, l'idea di una sorta di ring-composition, di una ciclicità quasi epica nella narrazione, che sembra, coi suoi cerchi concentrici, avvolgere a poco a poco il corpo di Don Giovanni fino a stringerlo per trascinarlo nell'oltretomba.
Il filosofo danese Søren Kierkegaard scrisse un lungo saggio in cui afferma, citando Charles Gounod, che il Don Giovanni è «un lavoro senza macchia, di ininterrotta perfezione». Il finale, in cui Don Giovanni rifiuta di pentirsi, è stato argomento delle dissertazioni filosofiche e artistiche di molti scrittori, tra cui George Bernard Shaw, che nel Man and Superman parodiò l'opera con un esplicito riferimento a Mozart nel cliente della scena finale tra il Commendatore e Don Giovanni.
Il film di Miloš Forman Amadeus (1984) offre una singolare interpretazione psicoanalitica del Don Giovanni, identificando nella figura del Commendatore quella di Leopold Mozart, morto pochi mesi prima del debutto e come "risorto" dalla tomba per richiamare al dovere il figlio libertino e scapestrato.

## Trama
ch'io voglio divertirmi»
(Don Giovanni a Donna Elvira, atto I, scena decima)

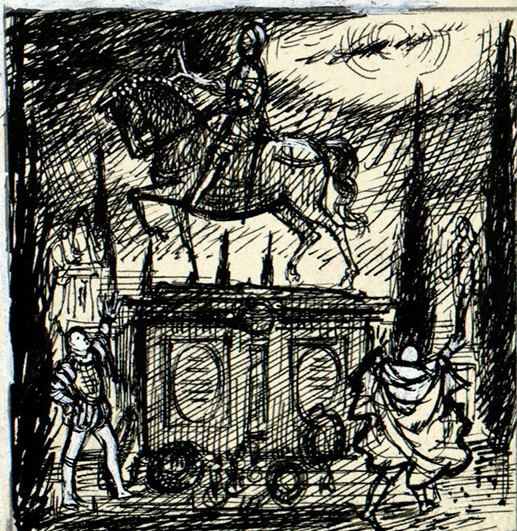
Disegno per copertina di libretto, disegno per Don Giovanni (s.d.).

### Atto I
Leporello, mentre attende il suo padrone Don Giovanni, introdottosi mascherato in casa di Donna Anna per sedurla, si lamenta della sua condizione di servitore. All'interno Donna Anna, che all'inizio aveva creduto che fosse il suo fidanzato Don Ottavio a farle visita, si accorge dell'inganno e reagisce alla tentata violenza riuscendo ad allontanare il nobiluomo dalla sua stanza; questi esce nel giardino dove il servo lo attendeva. Sopraggiunge allarmato il Commendatore, padre di Anna, che, dopo aver mandato la figlia a chiamare i soccorsi, sfida a duello Don Giovanni. Questi, prima riluttante, accetta e in pochi istanti uccide il vecchio; ritrova Leporello che, spaventato, si era nascosto. Ora che il Commendatore è stato ucciso, al nobile e al suo complice non resta che fuggire.
Donna Anna, quando scopre il cadavere del padre, sviene per il dolore; Don Ottavio, che l'accompagna, la soccorre e le promette di vendicare la morte del padre a qualsiasi costo.
Nel frattempo, Don Giovanni è per strada con Leporello in cerca di nuove conquiste e, mentre parla con quest'ultimo, scorge da lontano una fanciulla tutta sola e le si avvicina, ma quando scopre che quella dama è Donna Elvira, da lui già sedotta ed abbandonata pochi giorni prima e che ora lo cerca disperata d'amore, si trova in grande imbarazzo. Don Giovanni cerca di giustificarsi e quando Donna Elvira viene distratta da Leporello, si allontana in fretta lasciando il povero servo a tentare di placare la furia funesta di donna Elvira: viste le circostanze, egli non può far altro che rivelarle la vera natura del carattere di Don Giovanni e, in un'aria del catalogo, elenca l'infinita serie delle sue conquiste di donne in tutto il mondo: 640 in Italia, 231 in Germania, 100 in Francia, 91 in Turchia e in Spagna 1003.
Donna Elvira, sebbene sconvolta e affranta, non si arrende e parte in cerca di Don Giovanni affinché si penta definitivamente delle sue malefatte.
Intanto, un gruppo di contadini e contadine festeggiano le nozze di Zerlina e Masetto. Don Giovanni e Leporello, fuggiti da Donna Elvira, vanno ad assistere. Intenzionato a sedurre la fresca sposina, Don Giovanni fa allontanare con una scusa il marito in compagnia di Leporello (che stava corteggiando alcune invitate) con tutti gli altri paesani, suscitando l'ira di Masetto che però riesce a contenersi. Rimasto solo con la giovane Zerlina, Don Giovanni la invita a seguirlo e le promette di sposarla (là ci darem la mano). Proprio quando Zerlina sta per cedere alle sue promesse e lusinghe, sopraggiunge Donna Elvira, infuriata, che avvisa la giovane delle cattive intenzioni del malvagio libertino e la porta via con sé. Nel frattempo, arrivano Donna Anna e Don Ottavio venuti a chiedere a Don Giovanni aiuto per rintracciare l'ignoto assassino del Commendatore, senza sapere che è proprio lui il colpevole. Sopraggiunge ancora Donna Elvira dicendo di non credere a Don Giovanni, ma questi la accusa di essere pazza. Donna Anna e Don Ottavio, partiti Don Giovanni e Donna Elvira, rimangono soli: Donna Anna ha riconosciuto dalla voce di Don Giovanni l'uccisore del padre, e ricorda al fidanzato la sua promessa prima di partire. Rimasto solo, Don Ottavio rimane stupito dalle parole di Donna Anna, ma prima di arrestare Don Giovanni, decide di andare a consolarla.
Don Giovanni, per sedurre Zerlina, ordina a Leporello di organizzare una grande festa in onore del matrimonio. Nel mentre, Zerlina cerca di farsi perdonare da Masetto, ma Don Giovanni compare improvvisamente, invitandoli al ballo insieme agli altri paesani.
Prima della festa, Donna Anna, Don Ottavio e Donna Elvira decidono di andare mascherati al ballo che Don Giovanni ha organizzato, con l'obiettivo di arrestarlo. Intanto il donnaiolo ordina a Leporello di invitarli, ignaro delle loro intenzioni. Al ballo il cavaliere danza con Zerlina e la conduce in disparte per farla sua con la forza, mentre Leporello intrattiene ancora Masetto, ma la giovane grida (da fuori scena) e gli invitati accorrono in suo soccorso. Don Giovanni dapprima cerca di accusare l'innocente Leporello della tentata violenza, ma, gettate le maschere, Donna Elvira, Donna Anna e Don Ottavio lo accusano apertamente a loro volta e cercano di arrestarlo insieme a Masetto, Zerlina e agli altri paesani. Dopo aver dichiarato apertamente il proprio coraggio, Don Giovanni riesce a fuggire, seguito dal fidato Leporello.

### Atto II
Verso sera, di fronte alla casa di Donna Elvira, Don Giovanni e Leporello discutono animatamente (Eh via, Buffone). Il servo, dopo le accuse rivoltegli ingiustamente, vorrebbe prendere le distanze dal suo padrone, ma quest'ultimo, offrendogli del denaro, lo convince a tornare al suo servizio con una nuova impresa: scambiarsi gli abiti, cosicché egli possa corteggiare impunemente la cameriera, mentre Leporello distrae Elvira. Quest'ultima, affacciatasi alla finestra (Ah, taci ingiusto core), cade nel tranello e si illude che Don Giovanni (in realtà Leporello travestito) si sia pentito e ravveduto.
Una volta che Donna Elvira e Leporello si sono allontanati, Don Giovanni intona una serenata sotto la finestra della cameriera. Sopraggiunge Masetto in compagnia di contadini e contadine armati, in cerca del nobile allo scopo di ucciderlo. Protetto dal suo travestimento, Don Giovanni riesce a far allontanare tutti gli altri tranne Masetto (Metà di voi qua vadano): rimasto solo con il giovane ed avendolo con l'inganno privato delle armi, Don Giovanni lo picchia e si allontana. Zerlina, di lì passante, soccorre il marito e, dopo aver appreso quel che è accaduto, decide insieme a lui di catturare non solo Don Giovanni ma anche lo sfortunato servo, poiché Masetto è ancora convinto di essere stato picchiato da quest'ultimo (Vedrai carino).
Nel frattempo, Leporello travestito non sa più come comportarsi con Donna Elvira che lo incalza e vorrebbe fuggire senza dar nell'occhio. Trovata un'uscita, decide di tagliare la corda, ma è bloccato dall'arrivo di Donna Anna, Don Ottavio, Zerlina e Masetto, accompagnati da servi, contadini e contadine che, credendolo Don Giovanni, si fanno avanti per catturarlo e ucciderlo, non prima però che il poveretto riveli la sua vera identità (Sola sola in buio loco). Le cose comunque non cambiano: Zerlina lo accusa di aver picchiato Masetto, Donna Elvira di averla ingannata e Don Ottavio e Donna Anna di tradimento. Leporello spiega dunque a Masetto e a Zerlina di non sapere nulla, dato che è da un'ora che gira con Donna Elvira, e spiega a Donna Anna e a Don Ottavio di non averli traditi, fuggendo però subito dopo (Ah, pietà signori miei). Don Ottavio è sempre più deciso ad assicurare Don Giovanni alla giustizia e parte per vendicare gli amici (Il mio tesoro). Mentre Masetto continua a cercare Don Giovanni, Zerlina raggiunge Leporello e tenta di ucciderlo perché non crede alle sue parole, tuttavia Leporello riesce a fuggire nuovamente con un altro inganno (Per queste tue manine). Zerlina, insieme a Donna Elvira, cerca di inseguirlo, ma sopraggiunge Masetto, che rivela l'innocenza di Leporello poiché ha appena visto Don Giovanni travestito da servo. Mentre i due ripartono alla ricerca di Don Giovanni, Donna Elvira, rimasta da sola, dà sfogo a tutta la sua amarezza e rabbia, divisa fra l'amore per Don Giovanni e il desiderio di vendetta nei suoi confronti (In quali eccessi e Mi tradì quell'alma ingrata).
È notte fonda, intorno alle due. Don Giovanni si è rifugiato nel cimitero e attende lì Leporello. Questi arriva e racconta al padrone ciò che gli è capitato, affermando che forse avrebbe fatto meglio ad andarsene, invece di accettare la sua offerta di denaro. Don Giovanni reagisce ridendo di gusto per quel che è accaduto al servo sfortunato, ma all'improvviso si ode una voce minacciosa: Di rider finirai pria dell'aurora. Stupiti, si guardano intorno per vedere di chi sia quella voce tenebrosa e la repentina e spavalda reazione di Don Giovanni provoca una nuova risposta da parte della voce: Ribaldo, audace, lascia ai morti la pace. È la statua funebre del Commendatore a parlare. Leporello è tremante, nascosto sotto una panchina, ma Don Giovanni non ne è per nulla intimorito, anzi, ordina beffardo a un Leporello terrorizzato di invitarla a cena (Oh statua gentilissima): la statua accetta rispondendo terribilmente "Sì".
Palazzo del Commendatore, notte. Don Ottavio chiede a Donna Anna se si sia decisa a sposarlo. Questa dice che lo ama moltissimo, ma è troppo addolorata per la perdita del padre, così dichiara che potrà sposarlo solo quando il colpevole dell'atroce delitto (Don Giovanni) sarà arrestato (Non mi dir). Don Ottavio non può fare a meno di darle ragione: lui e i suoi amici vendicheranno il Commendatore. Nessun di loro è a conoscenza dell'invito di Don Giovanni.

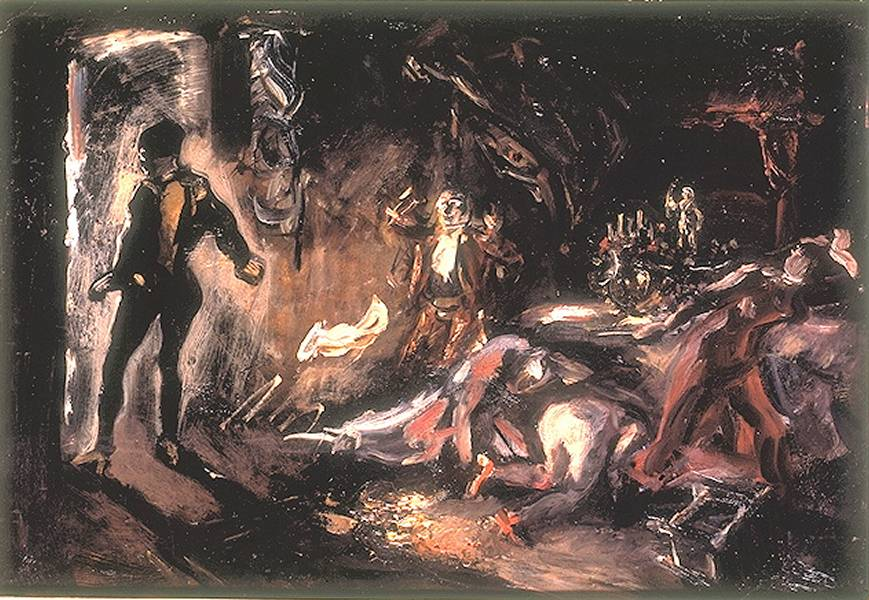
Max Slevogt: Don Giovanni l'incontro con la statua del Commendatore, 1906

Nel palazzo di Don Giovanni, tutto è pronto per la cena: la tavola è preparata, i musicisti sono al loro posto e il pasto sta per essere servito. Don Giovanni si siede a mangiare e si intrattiene ascoltando brani delle opere Una cosa rara di Vicente Martín y Soler, Fra i due litiganti il terzo gode di Giuseppe Sarti e infine, in una spiritosa autocitazione, Le nozze di Figaro, nello specifico l'aria di Figaro Non più andrai farfallone amoroso dello stesso Mozart (Già la mensa è preparata). Giunge all'improvviso Donna Elvira che implora ancora una volta Don Giovanni affinché si penta (Ultima prova dell'amor mio), ma questi si prende gioco di lei e la caccia via. La donna esce di scena e d'improvviso la si sente gridare terrorizzata. Don Giovanni ordina a Leporello di andare a vedere che cosa sia successo, ma ancora una volta si ode un grido di terrore e a tornare è proprio Leporello, pallidissimo e tremante: alla porta c'è la statua del Commendatore. Poiché il suo servo è troppo spaventato, Don Giovanni decide di andare lui stesso ad accogliere la statua, mentre Leporello si nasconde sotto al tavolo. Entra quindi la statua del Commendatore (Don Giovanni a cenar teco), incontrando un Don Giovanni stupito e un Leporello tremante. Quest'ultimo cerca invano di convincere il padrone a scappare, ma egli è deciso a non mostrarsi codardo e ad affrontare apertamente lo spirito del Commendatore. Il "convitato di pietra" vuole ricambiare l'invito e così propone a Don Giovanni di recarsi a cena da lui, porgendogli la mano. Impavido e spericolato, Don Giovanni accetta e stringe la mano della statua: d'improvviso un gelo mortale lo assale, ma egli, pur prigioniero di quella morsa letale, rifiuta ripetutamente di pentirsi dei suoi delitti. Il Commendatore, furioso, scompare in mezzo a nubi di foschia, mentre le fiamme divampano intorno e un terremoto prorompe in scena: sono demoni e diavoli che stanno richiamando il libertino all'inferno. Egli cerca di sfuggire al suo destino, ma viene inghiottito, urlante tra le fiamme. 
Giungono a questo punto gli altri personaggi con dei gendarmi, decisi ad arrestare Don Giovanni, ma vengono subito fermati da Leporello il quale riferisce l'orribile scena appena accaduta. Dato che il Cielo ha punito l'incorreggibile libertino, Don Ottavio chiede a Donna Anna se questa volta sia disposta a sposarlo, ma ella richiede un altro anno di pazienza, affinché il suo cuore si possa sfogare. Mentre Don Ottavio accetta di buon grado, Donna Elvira decide di ritirarsi in convento, poiché l'unico uomo che ha amato, Don Giovanni, è morto. Masetto e Zerlina vanno a cena insieme ai loro amici e Leporello va verso l'osteria, alla ricerca di un padrone migliore. Il sipario si chiude infine su tutti i personaggi, che, dopo aver cantato il concertato finale (Questo è il fin di chi fa mal), si allontanano in direzioni diverse.

## Le due versioni

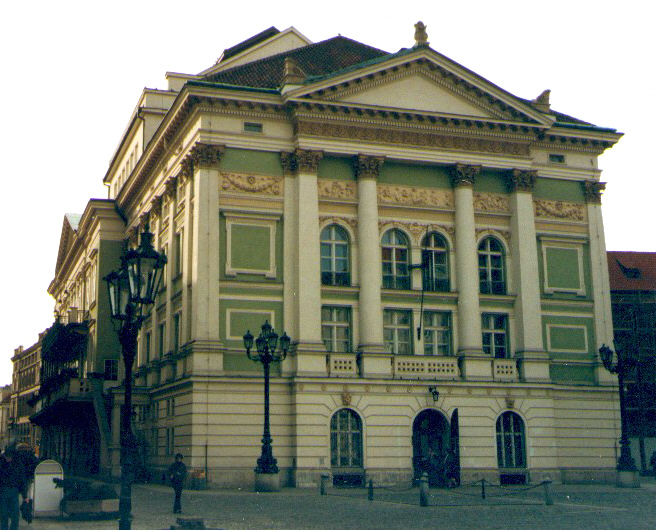
Il Teatro degli Stati di Praga

L'opera andò in scena per la prima volta a Praga il 29 ottobre 1787, dopo alcuni rinvii a partire dal 14 ottobre. Dopo l'esito fortunato di quella "prima", il compositore scriveva con comprensibile entusiasmo: «L'opera è andata in scena con il successo più clamoroso possibile». Sappiamo inoltre che la sera del 3 novembre vi era stata la quarta recita, con incasso «a beneficio del compositore», e vi è notizia che molti insistettero per trattenere Mozart a Praga onde commissionargli una nuova opera; l'impresario Guardasoni, proprio in quei giorni, si affretta a scrivere a Da Ponte: «Evviva Da Ponte! Evviva Mozart! Tutti gli impresari, tutti i virtuosi devono benedirli! Finché essi vivranno, non si saprà mai cosa sia la miseria teatrale». Dopo il grande successo di Praga, nel mese di maggio dell'anno successivo l'opera fu rappresentata a Vienna nel Burgtheater.

Poiché il pubblico viennese, piuttosto conservatore, avrebbe probabilmente accettato malvolentieri l'opera nella sua versione originaria, l'autore eseguì non pochi tagli e alcune rilevanti modifiche. Il principale taglio riguardò il finale del secondo atto, dove venne eliminata la scena 20, in cui si ritrovano tutti i personaggi a commentare la fine di Don Giovanni, con il concertato finale in re maggiore che contiene la morale conclusiva: 
In sostanza, nella versione viennese l'opera si conclude con la scena 19, e cioè la contesa di Don Giovanni col Commendatore e la sua discesa all'inferno in mezzo al coro (soli bassi) delle anime dannate. Secondo alcuni, il taglio della "scena ultima" sarebbe avvenuto già a Praga; secondo altri, non sarebbe avvenuto mai, né a Praga, né a Vienna.

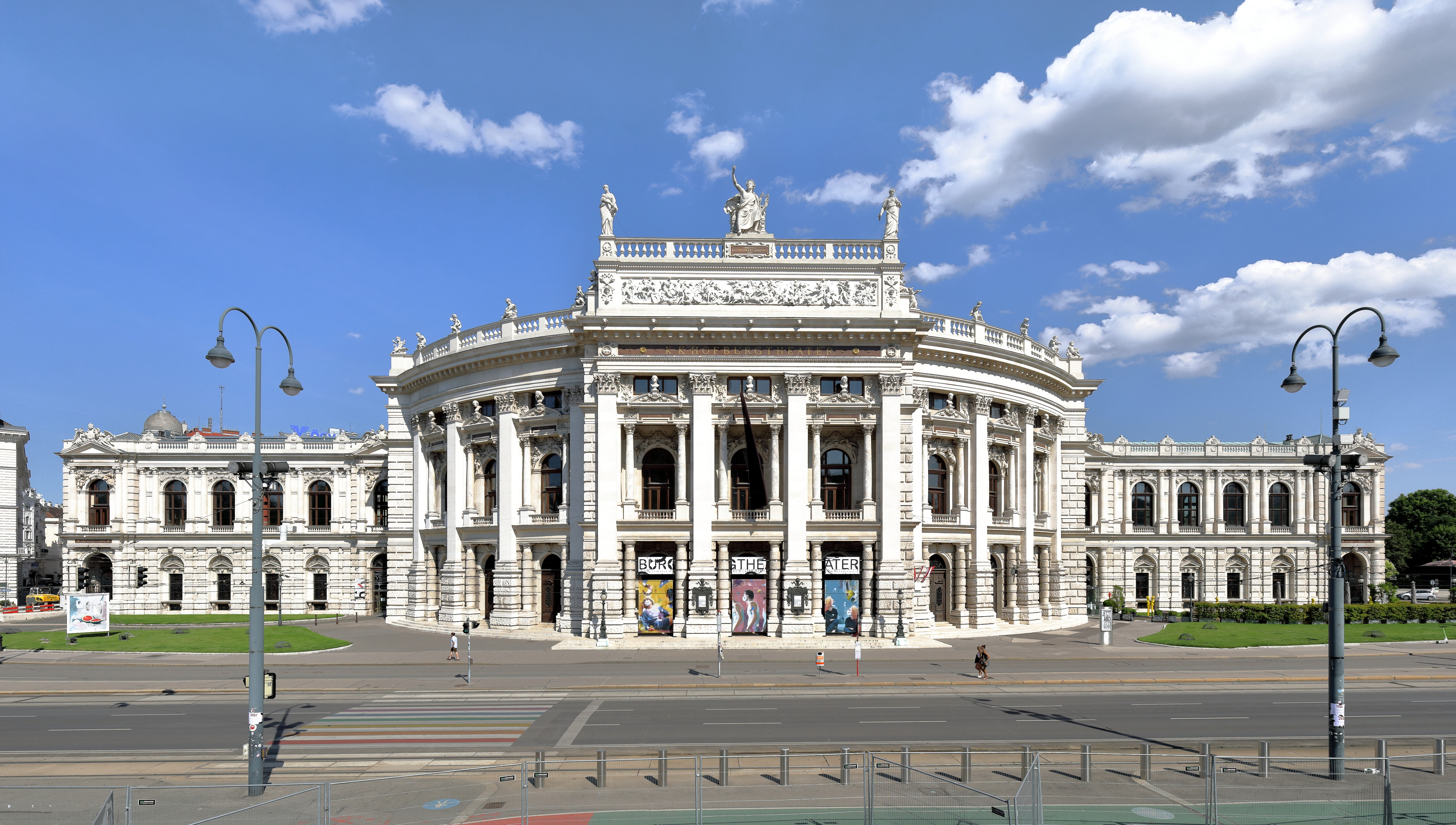
Burgtheater di Vienna.

Questa scelta artistica di Mozart fu probabilmente dettata dal voler concludere l'opera nella stessa tonalità (re minore) in cui incomincia l'ouverture, dandole così un aspetto ciclico. La disputa tra i sostenitori della partitura praghese e quelli della partitura viennese nacque quasi immediatamente.
Anche in tempi moderni si ritrovano entrambe le scelte. Dal punto di vista filologico, la disputa è stata però definitivamente risolta dai membri della Neue Mozart-Ausgabe (un'autorevole istituzione che lavora dagli anni cinquanta alla revisione critica dell'opera mozartiana), a favore della versione praghese: dal punto di vista storico, infatti, nel '700 una tragicommedia era sempre conclusa da una scena d'assieme che conteneva la morale della storia.
Nella versione praghese non sono presenti l'aria Dalla sua pace, il duetto Per queste tue manine, l'aria Mi tradì quell'alma ingrata e si dice anche l'ultima scena Ah dove il perfido. La versione più spesso usata dai direttori d'orchestra è quella praghese, ma in alcuni casi è possibile ascoltare anche la versione viennese (John Eliot Gardiner, Roger Norrington e René Jacobs la preferiscono).
Sebbene nella versione di Praga avesse ottenuto un grandissimo successo, il Don Giovanni non fu molto apprezzato a Vienna, non tanto per la musica, quanto per la natura della trama. Molti, infatti, temevano che la messa in scena di un nobile che muore, in questo caso Don Giovanni, avrebbe potuto provocare sommosse popolari contro l'aristocrazia e l'imperatore stesso. Mozart e Da Ponte non riuscirono dunque ad ottenere un successo paragonabile a quello praghese e l'imperatore Giuseppe II ebbe a dire che: «Il Don Giovanni non è pane per i denti dei miei viennesi».

## Rappresentazioni a Praga e a Vienna
| Personaggi                                                   | Tipo di voce         | Prima rappresentazione a Praga, 29 ottobre, 1787 (Direttore: Wolfgang Amadeus Mozart) | Versione di Vienna, 7 maggio 1788 (Direttore: Wolfgang Amadeus Mozart) |
| ------------------------------------------------------------ | -------------------- | ------------------------------------------------------------------------------------- | ---------------------------------------------------------------------- |
| Don Giovanni                                                 | basso/baritono       | Luigi Bassi                                                                           | Francesco Albertarelli                                                 |
| Il Commendatore                                              | basso profondo       | Giuseppe Lolli                                                                        | Francesco Bussani                                                      |
| Donna Anna                                                   | soprano              | Teresa Saporiti                                                                       | Aloysia Weber Lange                                                    |
| Don Ottavio                                                  | tenore               | Antonio Baglioni                                                                      | Francesco Morella                                                      |
| Donna Elvira                                                 | soprano/mezzosoprano | Catarina Micelli                                                                      | Katherina Cavalieri                                                    |
| Leporello                                                    | basso/basso-baritono | Felice Ponziani                                                                       | Francesco Benucci                                                      |
| Masetto                                                      | basso/baritono       | Giuseppe Lolli                                                                        | Francesco Bussani                                                      |
| Zerlina                                                      | soprano/mezzosoprano | Caterina Bondini Saporiti                                                             | Luisa Laschi Mombelli                                                  |
| Coro: Contadini, contadine, servi, musicisti, coro di Demoni |                      |                                                                                       |                                                                        |

Katherina Cavalieri (Donna Elvira) fu la prima Konstanze in Il ratto dal serraglio, Francesco Benucci (Leporello) il primo Figaro in Le nozze di Figaro, e Aloysia Weber-Lange, la cognata di Mozart, cantò spesso nelle sue opere liriche.

## Struttura musicale
- Ouverture (Andante con moto - Allegro)

### Atto I
- N. 1 Introduzione Notte e giorno faticar (Leporello, Donna Anna, Don Giovanni, il Commendatore)
- N. 2 Recitativo accompagnato e Duetto Ma qual mai s'offre, oh Dei - Fuggi, crudele, fuggi (Donna Anna, Don Ottavio)
- N. 3 Aria Ah chi mi dice mai (Donna Elvira con Don Giovanni e Leporello)
- N. 4 Aria Madamina, il catalogo è questo (Leporello)
- N. 5 Coro Giovinette che fate all'amore (Zerlina, Masetto, Coro di contadine e contadini)
- N. 6 Aria Ho capito, signor sì (Masetto)
- N. 7 Duettino Là ci darem la mano (Zerlina, Don Giovanni)
- N. 8 Aria Ah fuggi il traditor (Donna Elvira)
- N. 9 Quartetto Non ti fidar, oh misera (Donna Anna, Donna Elvira, Don Ottavio, Don Giovanni)
- N. 10 Recitativo accompagnato ed Aria Don Ottavio, son morta! - Or sai chi l'onore (Donna Anna, Don Ottavio)
- N. 11 Aria Fin ch'han dal vino (Don Giovanni)
- N. 12 Aria Batti, batti, oh bel Masetto (Zerlina)
- N. 13 Finale Presto presto pria ch'ei venga (Masetto, Zerlina, Don Giovanni, Coro di servi)
  - Tra quest'arbori celata (Zerlina, Don Giovanni, Masetto)
  - Bisogna aver coraggio (Donna Elvira, Don Ottavio, Donna Anna, Leporello, Don Giovanni)
  - Protegga il giusto cielo (Donna Anna, Don Ottavio, Donna Elvira)
  - Riposate vezzose ragazze (Don Giovanni, Leporello, Masetto, Zerlina)
  - Venite pure avanti (Leporello, Don Giovanni, Donna Anna, Donna Elvira, Don Ottavio, Masetto, Zerlina)
  - Ecco il birbo, che t'ha offesa (Don Giovanni, Leporello, Don Ottavio, Donna Anna, Donna Elvira, Masetto, Zerlina)
  - Trema, trema, o scellerato (Donna Anna, Donna Elvira, Zerlina, Don Ottavio, Masetto, Leporello, Don Giovanni)

### Atto II
- N. 14 Duetto Eh via buffone (Don Giovanni, Leporello)
- N. 15 Terzetto Ah taci, ingiusto core (Donna Elvira, Don Giovanni, Leporello)
- N. 16 Canzonetta Deh vieni alla finestra (Don Giovanni)
- N. 17 Aria Metà di voi qua vadano (Don Giovanni)
- N. 18 Aria Vedrai carino (Zerlina)
- N. 19 Sestetto Sola sola, in buio loco (Donna Anna, Zerlina, Donna Elvira, Don Ottavio, Leporello, Masetto)
- N. 20 Aria Ah pietà, signori miei (Leporello)
- N. 21 Aria Il mio tesoro intanto (Don Ottavio)
- N. 22 Duetto Oh statua gentilissima (Don Giovanni, Leporello, il Commendatore)
- N. 23 Recitativo accompagnato e Rondo Crudele!.. Ah no, mio bene! - Non mi dir, bell'idol mio (Donna Anna)
- N. 24 Finale Già le mensa è preparata (Don Giovanni, Leporello, Donna Elvira)
  - Don Giovanni a cenar teco (il Commendatore, Don Giovanni, Leporello, Coro di sottoterra)
  - Ah, dov' è il perfido (Donna Elvira, Zerlina, Don Ottavio, Masetto, Donna Anna, Leporello)

### Numeri composti per Vienna
- N. 10a Aria Dalla sua pace (Don Ottavio) K 540a
- N. 21a Rondo e Duetto Restate qua - Per queste tue manine (Zerlina, Leporello) K 540b
- N. 21b Recitativo accompagnato ed Aria In quali eccessi, o Numi - Mi tradì quell'alma ingrata (Donna Elvira) K 540c

## Organico orchestrale
La partitura di Mozart prevede l'utilizzo di
- 2 flauti, 2 oboi, 2 clarinetti, 2 fagotti
- 2 corni, 2 trombe, 3 tromboni
- timpani
- mandolino
- archi

Il basso continuo nei recitativi secchi è garantito dal clavicembalo (o dal fortepiano), e dal violoncello.
Nel Finale del primo atto sono inoltre previste tre orchestre da suonare sul palco: la prima composta da 2 oboi, 2 corni, archi senza violoncelli, la seconda e la terza da violini e contrabbasso.
Anche se non indicato esplicitamente in partitura, la Tafelmusik del finale del secondo atto viene anch'essa solitamente eseguita sul palcoscenico: essa è formata da 2 oboi, 2 clarinetti, 2 fagotti, 2 corni, 1 violoncello.
Il mandolino viene usato per accompagnare la canzonetta di Don Giovanni del secondo atto (N. 16).
I tromboni vengono usati esclusivamente per accompagnare le parole della statua del Commendatore nella scena del cimitero (secondo atto) e nel finale dell'opera, secondo l’antica tradizione che li voleva strumenti sacrali quando non propriamente funebri.

## Personaggi
- Don Giovanni: giovane cavaliere molto licenzioso che passa la vita a sedurre le donne (baritono o basso).
- Leporello: servitore di Don Giovanni. Trascrive le conquiste amorose del suo padrone su un catalogo (basso-baritono o basso).
- Commendatore: il Signore di Siviglia e padre di Donna Anna; all'inizio è ucciso da Don Giovanni ma torna sotto forma di statua per punirlo (basso o basso profondo).
- Donna Anna: figlia del Commendatore e promessa sposa di Don Ottavio (soprano).
- Don Ottavio: promesso sposo di Donna Anna (tenore).
- Donna Elvira: nobile dama di Burgos abbandonata da Don Giovanni, che lo cerca perché si penta delle sue malefatte (soprano).
- Zerlina: contadina corteggiata da Don Giovanni (soprano).
- Masetto: promesso sposo, molto geloso, di Zerlina (baritono o basso).
- Contadini e Contadine: amici di Masetto e Zerlina (coro).
- Servi: servitori e gendarmi di Donna Anna e Don Ottavio (coro).
- Suonatori: suonatori di Don Giovanni (coro).
- Demoni e Diavoli: entità infernali richiamate dalla statua del Commendatore per trascinare Don Giovanni all'inferno (coro).

### Il protagonista
Don Giovanni passa la vita a sedurre donne. L'elenco di quelle da lui conquistate nel girare il mondo è conservato da Leporello sul suo catalogo: in Italia 640, in Alemagna (Germania) 231, in Francia 100, in Turchia 91 e in Spagna 1003. In questo cavaliere, licenzioso quanto coraggioso, si è talvolta voluto vedere una proiezione di Da Ponte perché anch'egli aveva la fama di grande seduttore, anche se questa voce non è mai stata sostenuta da nessun documento storico.
Don Giovanni finirà poi vittima del suo errore più grave, ossia di non pentirsi davanti alla statua del Commendatore, non soltanto rifiutandosi per ben tre volte di farlo, ma spingendosi a simulare il pentimento davanti a Donna Elvira solamente per raggiungere i suoi scopi. Proprio per questi motivi, verso la fine dell'Atto II, scontrandosi con la statua del Commendatore venuto dall'oltretomba e che, con un amore infinito, lo esorta a cessare ogni violenza e a pentirsi, il nobile finirà all'inferno.
Per questo motivo Mozart e Da Ponte hanno conferito a Don Giovanni questa fissità frenetica, brutale e insieme giocosa che ritroviamo nella musica del libertino, particolarmente nella famosa aria n°11 (Finch'han dal vino), nota anche col nome di Aria dello champagne.
Il Don Giovanni non lascia indifferenti, poiché provoca e disturba con la sua ironia, ma non tradisce la sua intenzione ben definita: ci mostra la supremazia delle leggi dell'universo sull'arbitrarietà della tirannia, lanciandoci una sfida, spiegando perché l'opera non piacque ai viennesi.

## Una rilettura del mito di Don Giovanni

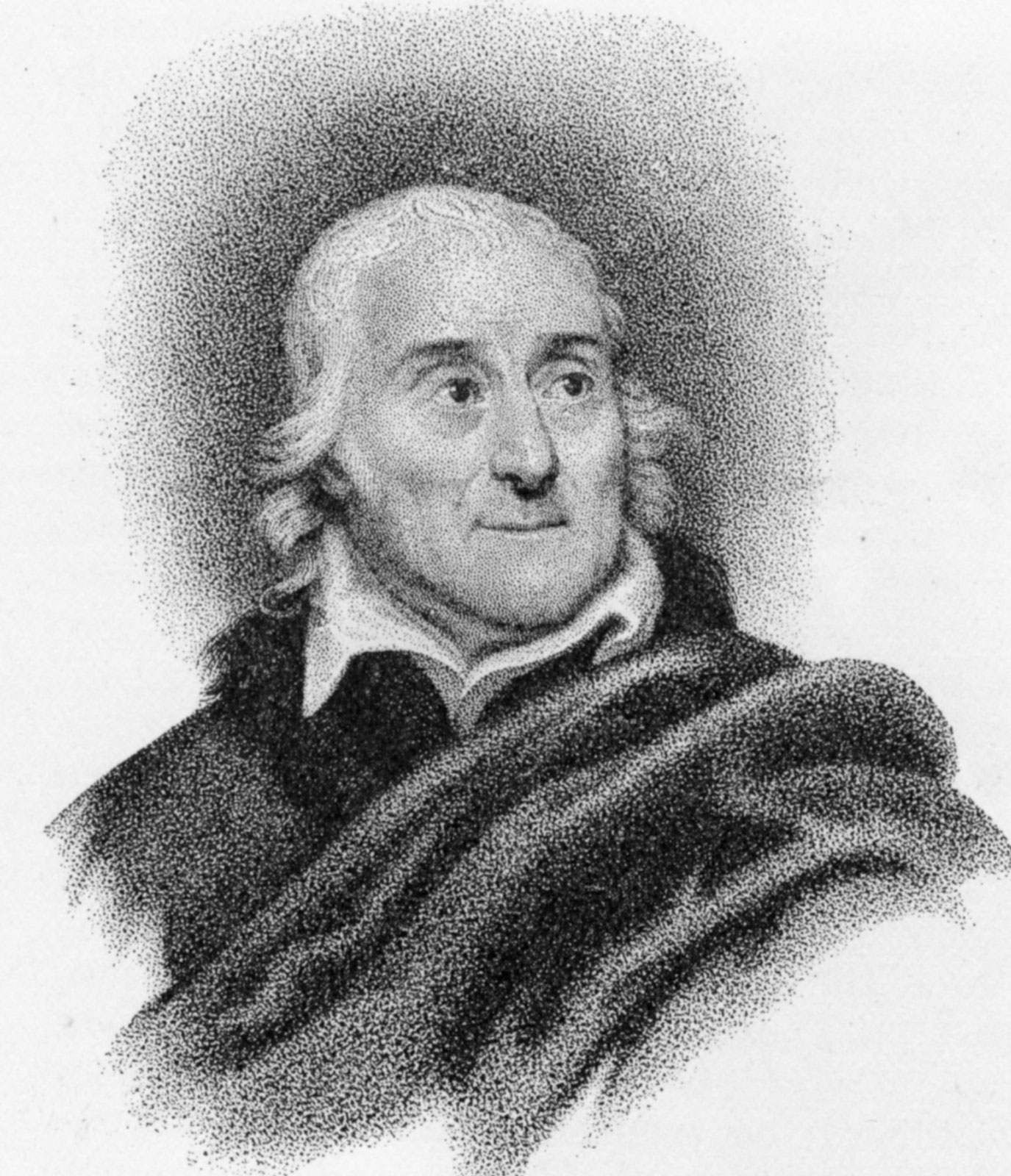
Lorenzo Da Ponte, ritratto.

L'impronta di Lorenzo Da Ponte, futuro poeta di corte a Vienna, si avverte in maniera sensibile in tutte e tre le opere italiane scritte per Mozart (cioè, Nozze di Figaro, Don Giovanni e Così fan tutte). Il librettista veneto lavorò con molti dei più grandi operisti italiani del tempo, tra cui Antonio Salieri. In particolare, mentre lavorava alla stesura del Don Giovanni, Da Ponte stava scrivendo contemporaneamente il libretto di Axur, re d'Ormus per Salieri (versione italiana del Tarare andato in scena pochi mesi prima a Parigi) e L'arbore di Diana per Martìn y Soler.
Da Ponte, nella collaborazione con Mozart per la stesura dell'opera, si appoggiò ad un precedente libretto di Giovanni Bertati intitolato Don Giovanni o sia Il convitato di pietra, apportandovi per altro importanti modifiche. Bertati aveva quasi certamente derivato il suo testo da un dramma in versi pubblicato nel 1630 dello scrittore spagnolo Tirso de Molina, Il seduttore di Siviglia e il convitato di pietra (El burlador de Sevilla y Convidado de piedra).
Il tema di Don Juan Tenorio, ripreso dalla fantasia popolare, consentì a Tirso de Molina - che articolò il suo racconto in tre distinte giornate del burlador de Sevilla - di inaugurare quella che sarebbe stata la fortunata sorte letterario-musicale del don Giovanni.
Un riferimento importante per Da Ponte e Mozart fu sicuramente anche la tragicommedia Don Giovanni o Il convitato di pietra (Dom Juan ou Le festin de pierre) di Molière del 1665.

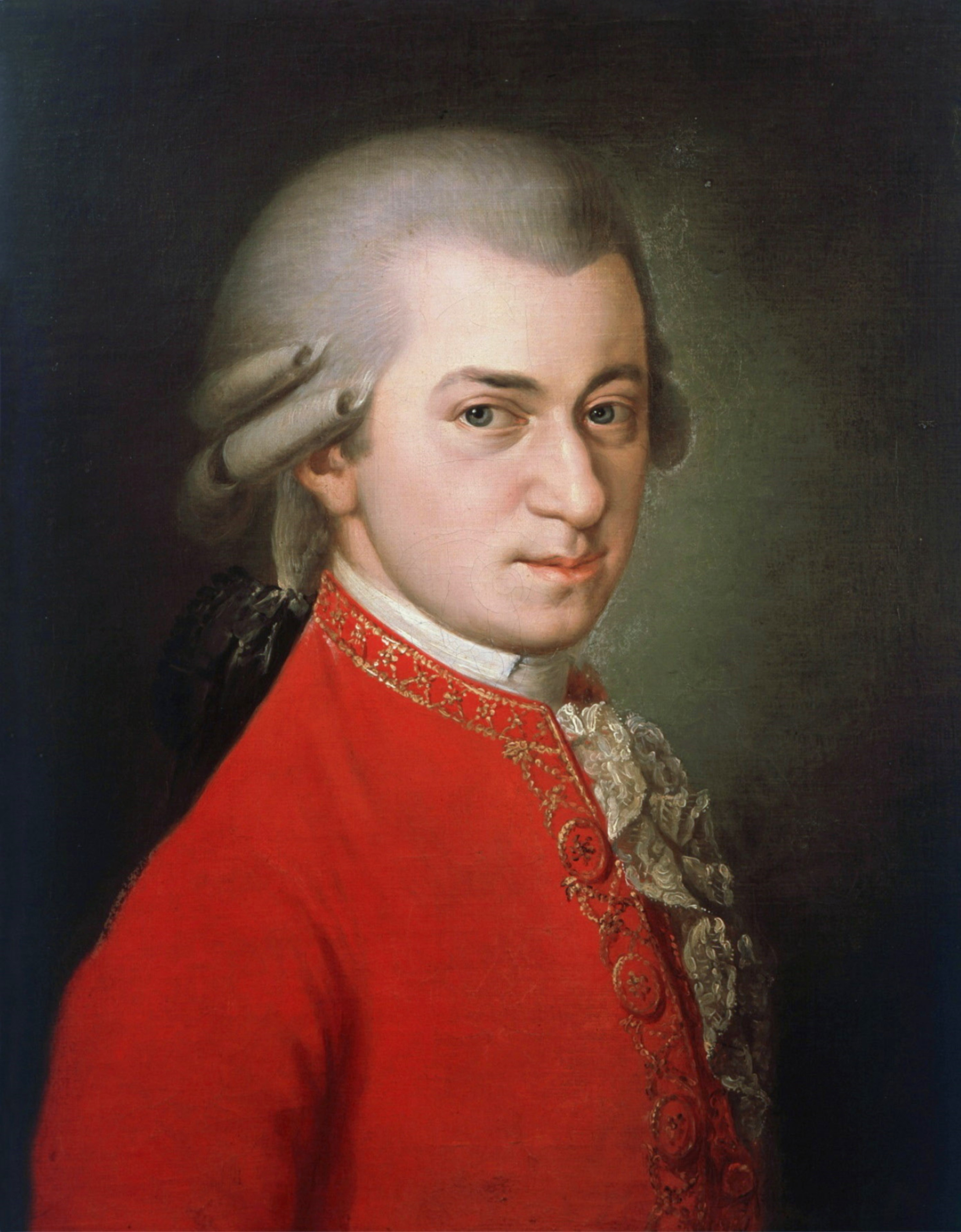
Wolfgang Amadeus Mozart, ritratto.

In particolare, mentre le atmosfere cupe e intrise di un religioso senso di colpa sono da riferirsi al modello di Tirso de Molina, l'immagine del libertino impenitente, ateo e irriverente al punto da scherzare con le ombre dell'aldilà e sfidare persino il giudizio divino, sono assai vicine alla commedia di Molière. Tuttavia, il compiacimento un po' crudele con cui Don Giovanni tratta le sue conquiste è segno di una certa misoginia che non compare in Molière, e che invece è da ascrivere interamente a Mozart e Da Ponte (anche guardando in prospettiva storica la terza opera della "trilogia", cioè il Così fan tutte).

## Versione cinematografica
Oltre che in numerose versioni da teatro, è possibile vedere "Don Giovanni" di Mozart nella versione cinematografica prodotta dal regista Joseph Losey e diretta dal maestro Lorin Maazel.
Un interessante riferimento all'opera viene fatto nel racconto breve di E.T.A. Hoffmann Don Juan, dedicato al suo compositore prediletto, poi adattato in un film di Ricard Carbonell nel suo cortometraggio Don Giovanni (2006).
L'ultimo libero adattamento del mito, nel quale viene ricreato l'ambiente di Mozart, è il film Io, Don Giovanni (2009) di Carlos Saura.

## Brani celebri
- Ouverture
- Notte e giorno faticar - Leporello in Atto I, Scena I
- Madamina, il catalogo è questo - Leporello in Atto I, Scena V
- Là ci darem la mano - Don Giovanni e Zerlina in Atto I, Scena IX
- Ah, fuggi il traditor - Donna Elvira in Atto I, Scena X
- Don Ottavio ... Or sai chi l'Onore - Donna Anna nel Atto I, Scena XIII
- Dalla sua pace - Don Ottavio nel Atto I, Scena XIV
- Fin ch'han dal vino - Don Giovanni in Atto I, Scena XV
- Batti, batti, o bel Masetto - Zerlina in Atto I, Scena XVI
- Deh, Vieni alla finestra - Don Giovanni in Atto II, Scena III
- Vedrai, carino - Zerlina in Atto II, Scena VI
- Il mio tesoro - Don Ottavio nel Atto II, Scena X
- In quali eccessi ... Mi tradì quell'alma ingrata - Donna Elvira in Atto II, Scena XI
- Crudele? Troppo mi spiace ... Non mi dir - Donna Anna nel Atto II, Scena XIII
- Don Giovanni, a cenar teco m'invitasti - Don Giovanni, Leporello e Commendatore nell'Atto II, scena XVII

## Incisioni discografiche (selezione)
| Anno | Cast (Don Giovanni, Leporello, Donna Anna, Don Ottavio, Donna Elvira, Zerlina, Masetto, Il Commendatore)                                     | Direttore            | Etichetta           |
| ---- | --- | -------------------- | ------------------- |
| 1936 | John Brownlee, Salvatore Baccaloni, Ina Souez, Kolomon von Pataky, Luise Helletsgruber, Audrey Mildmay, Roy Henderson, David Franklin        | Fritz Busch          | EMI                 |
| 1950 | Tito Gobbi, Erich Kunz, Ljuba Welitsch, Anton Dermota, Elisabeth Schwarzkopf, Irgmard Seefried, Alfred Poell, Josef Greindl                  | Wilhelm Furtwängler  | EMI                 |
| 1955 | Giuseppe Valdengo, Sesto Bruscantini, Birgit Nilsson, Anton Dermota, Sena Jurinac, Alda Noni, Walter Berry, Gottlob Frick                    | Karl Böhm            | Golden Melodram     |
| 1956 | Cesare Siepi, Fernando Corena, Elisabeth Grümmer, Léopold Simoneau, Lisa Della Casa, Rita Streich, Walter Berry, Gottlob Frick               | Dimitri Mitropoulos  | Sony Classical      |
| 1959 | Cesare Siepi, Fernando Corena, Suzanne Danco, Anton Dermota, Lisa Della Casa, Hilde Güden, Walter Berry, Kurt Böhme                          | Josef Krips          | Decca               |
| 1959 | Eberhard Wächter, Giuseppe Taddei, Joan Sutherland, Luigi Alva, Elisabeth Schwarzkopf, Graziella Sciutti, Piero Cappuccilli, Gottlob Frick   | Carlo Maria Giulini  | EMI                 |
| 1962 | Cesare Siepi, Geraint Evans, Leyla Gencer, Richard Lewis, Sena Jurinac, Mirella Freni, Robert Savoie, David Ward                             | Georg Solti          | Living Stage        |
| 1966 | Nicolaj Ghiaurov, Walter Berry, Claire Watson, Nicolai Gedda, Christa Ludwig, Mirella Freni, Paolo Montarsolo, Franz Crass                   | Otto Klemperer       | EMI                 |
| 1967 | Dietrich Fischer-Dieskau, Ezio Flagello, Birgit Nilsson, Peter Schreier, Martina Arroyo, Reri Grist, Alfredo Mariotti, Martti Talvela        | Karl Böhm            | Deutsche Grammophon |
| 1968 | Gabriel Bacquier, Donald Gramm, Joan Sutherland, Werner Krenn, Pilar Lorengar, Marilyn Horne, Leonardo Monreale, Clifford Grant              | Richard Bonynge      | Decca               |
| 1970 | Nicolai Ghiaurov, Sesto Bruscantini, Gundula Janowitz, Alfredo Kraus, Sena Jurinac, Olivera Miljakovic, Walter Monachesi, Dimiter Pektov     | Carlo Maria Giulini  | Arkadia             |
| 1973 | Ingvar Wixell, Wladimiro Ganzarolli, Martina Arroyo, Stuart Burrows, Kiri Te Kanawa, Mirella Freni, Richard Van Allan, Luigi Roni            | Colin Davis          | Philips             |
| 1978 | Bernd Weikl, Gabriel Bacquier, Margaret Price, Stuart Burrows, Sylvia Sass, Lucia Popp, Alfred Šramek, Kurt Moll                             | Georg Solti          | Decca               |
| 1987 | Samuel Ramey, Ferruccio Furlanetto, Anna Tomowa-Sintow, Gösta Winbergh, Agnes Baltsa, Kathleen Battle, Alexander Malta, Paata Burchuladze    | Herbert von Karajan  | Deutsche Grammophon |
| 1988 | Thomas Hampson, László Polgár, Edita Gruberová, Hans Peter Blochwitz, Roberta Alexander, Barbara Bonney, Anton Scharinger, Robert Holl       | Nikolaus Harnoncourt | Teldec              |
| 1989 | Håkan Hagegård, Gilles Cachemaille, Arleen Augér, Della Jones, Nico van der Meel, Barbara Bonney, Bryn Terfel, Kristin Sigmundsson           | Arnold Östman        | L'Oiseau-Lyre       |
| 1990 | William Shimell, Samuel Ramey, Cheryl Studer, Frank Lopardo, Carol Vaness, Suzanne Mentzer, Natale De Carolis, Jan-Hendrik Rootering         | Riccardo Muti        | Emi                 |
| 1991 | Thomas Allen, Simone Alaimo, Sharon Sweet, Francisco Araiza, Karita Mattila, Marie McLaughlin, Claudio Otelli, Robert Lloyd                  | Neville Marriner     | Philips             |
| 1991 | Ferruccio Furlanetto, John Tomlinson, Lella Cuberli, Uwe Heilmann, Waltraud Meier, Joan Rodgers, Michele Pertusi, Matti Salminen             | Daniel Barenboim     | Erato               |
| 1995 | Bo Skovhus, Alessandro Corbelli, Christine Brewer, Jerry Hadley, Felicity Lott, Nuccia Focile, Umberto Chiummo, Umberto Chiummo              | Charles Mackerras    | Teldec              |
| 1996 | Bryn Terfel, Michele Pertusi, Renée Fleming, Herbert Lippert, Ann Murray, Monica Groop, Roberto Scaltriti, Mario Luperi                      | Georg Solti          | Decca               |
| 1997 | Simon Keenlyside, Bryn Terfel, Carmela Remigio, Uwe Heilmann, Soile Isokoski, Patrizia Pace, Ildebrando D'Arcangelo, Matti Salminen          | Claudio Abbado       | Deutsche Grammophon |
| 1999 | Peter Mattei, Gilles Cachemaille, Carmela Remigio, Mark Padmore, Véronique Gens, Lisa Larsson, Till Fechner, Gudjon Oskarsson                | Daniel Harding       | Virgin Classics     |
| 2007 | Johannes Weisser, Lorenzo Regazzo, Olga Pasichnyk, Kenneth Tarver, Aleksandrina Pendačanska, Sunhae Im, Nikolaj Borchev, Alessandro Guerzoni | René Jacobs          | Harmonia Mundi      |
| 2011 | Ildebrando D'Arcangelo, Luca Pisaroni, Diana Damrau, Rolando Villazón, Joyce Didonato, Mojca Erdmann, Konstantin Wolff, Vitalij Kowaljow     | Yannick Nézet-Séguin | Deutsche Grammophon |
| 2015 | Dimitris Tiliakos, Vito Priante, Myrtò Papatanasiou, Kenneth Tarver, Karina Gauvin, Christina Gansch, Guido Loconsolo, Mika Kares            | Teodor Currentzis    | Sony Classical      |

## DVD (selezione)
| Anno | Cast (Don Giovanni, Leporello, Donna Anna, Don Ottavio, Donna Elvira, Zerlina, Masetto, Il Commendatore)                                                        | Direttore            | Regista             | Etichetta           |
| ---- | --- | -------------------- | ------------------- | ------------------- |
| 1979 | Ruggero Raimondi, José van Dam, Edda Moser, Kenneth Riegel, Kiri Te Kanawa, Teresa Berganza, Malcolm King, John Macurdy                                         | Lorin Maazel         | Joseph Losey        | CBS                 |
| 1987 | Samuel Ramey, Ferruccio Furlanetto, Anna Tomowa-Sintow, Gösta Winbergh, Julia Varady, Kathleen Battle, Alexander Malta, Paata Burchuladze                       | Herbert von Karajan  | Michael Hampe       | Sony Classical      |
| 1987 | Thomas Allen, Claudio Desderi, Edita Gruberová, Francisco Araiza, Ann Murray, Suzanne Mentzer, Natale De Carolis, Sergej Koptchak                               | Riccardo Muti        | Giorgio Strehler    | Opus Arte           |
| 1999 | Carlos Álvarez, Ildebrando D'Arcangelo, Adrianne Pieczonka, Michael Schade, Anna Caterina Antonacci, Angelika Kirchschlager, Lorenzo Regazzo, Franz-Josef Selig | Riccardo Muti        | Roberto De Simone   | TDK                 |
| 2000 | Bryn Terfel, Ferruccio Furlanetto, Renée Fleming, Paul Groves, Solveig Kringelborn, Hei-Kyung Hong, John Relyea, Sergej Koptchak                                | James Levine         | Franco Zeffirelli   | Deutsche Grammophon |
| 2001 | Rodney Gilfry, László Polgár, Isabel Rey, Roberto Saccà, Cecilia Bartoli, Liliana Nikiteanu, Oliver Widmer, Matti Salminen                                      | Nikolaus Harnoncourt | Jürgen Flimm        | Arthaus             |
| 2006 | Thomas Hampson, Ildebrando D'Arcangelo, Christine Schäfer, Piotr Beczała, Melanie Diener, Isabel Bayrakdarian, Luca Pisaroni, Robert Lloyd                      | Daniel Harding       | Martin Kusej        | Decca               |
| 2007 | Simon Keenlyside, Anton Scharinger, Eva Mei, Piotr Beczala, Malin Hartelius, Martina Jankova, Reinhard Mayr, Alfred Muff                                        | Franz Welser-Most    | Sven-Erich Bechtoff | EMI Classics        |
| 2014 | Ildebrando D'Arcangelo, Luca Pisaroni, Tomasz Konieczny, Anett Fritsch, Lenneke Ruitens, Valentina Naforniţa                                                    | Cristoph Eschenbach  | Sven-Eric Bechtolf  | EuroArts            |
| 2014 | Ildebrando D'Arcangelo, Andrea Concetti, Myrtò Papatanasiou, Marlin Miller, Carmela Remigio, Manuela Bisceglie, William Corrò, Enrico Giuseppe Iori             | Riccardo Frizza      | Pier Luigi Pizzi    | Unitel Classica     |
| 2015 | Peter Mattei, Bryn Terfel, Anna Netrebko, Giuseppe Filianoti, Barbara Frittoli, Anna Prohaska, Štefan Kocán, Kwangchul Youn                                     | Daniel Barenboim     | Robert Carsen       | Deutsche Grammophon |

## Edizioni
- La partitura dell'opera (a cura di W. Plath e W. Rehm) è pubblicata, anche in edizione tascabile, dalla Bärenreiter di Kassel (Germania), che cura l'edizione critica completa delle opere di Mozart (Neue Mozart-Ausgabe). Partitura e commento critico sono disponibili online (vedi Collegamenti esterni)
- Un'altra edizione è il reprint della partitura Peters a cura di G. Schunemann e K. Soldan, riprodotta dalla Dover di New York.
- Spartiti per canto e pianoforte vengono pubblicati dalla Bärenreiter, Peters e Ricordi. Il primo rispecchia l'edizione critica ed è quindi il più aggiornato dal punto di vista musicologico.

## Citazioni in altre opere
- Il tema del Commendatore viene citato da Gioachino Rossini nell'Introduzione de L'occasione fa il ladro (Frema in cielo il nembo irato) e nel Coro che precede l'ingresso di Selim ne Il turco in Italia (Voga, voga, a terra, a terra); anche Gaetano Donizetti, in Lucrezia Borgia, cita Don Giovanni facendo entrare nell'ultima scena la protagonista che rivela la sua identità (Sì, son la Borgia) parafrasando in tonalità di do minore le prime battute del Commendatore (Don Giovanni, a cenar teco).
- Nel film Il pranzo di Babette (G.Axel, 1987), vengono cantate pezzi di arie, come "Là ci darem la mano" e "Se un uom e una ragazza passeggian per la piazza".
- Nel videogioco del 2001 Grand Theft Auto III, l'aria Fin c'han dal vino è uno dei brani di musica lirica trasmessi dalla radio Double Cleff FM, ascoltabile insieme alle altre stazioni all'interno di un qualunque veicolo.[5][6]
- Nel film Don Juan De Marco - Maestro d'amore (Jeremy Leven 1995) Marlon Brando ascolta ripetutamente, prima in macchina e poi a casa il duetto "Là ci darem la mano".
- Nel film Sherlock Holmes - Gioco di ombre, il professor Moriarty assiste ad una rappresentazione del Don Giovanni, nello specifico viene mostrata la scena del celebre terzetto Don Giovanni, a cenar teco m'invitasti.